# Exeland
Exeland – wieś w Stanach Zjednoczonych, w stanie Wisconsin, w hrabstwie Sawyer.